# Милан Мирковић
Милан Мирковић (Врховине, 24. јун 1880 – 1960) био је српски земљорадник и учесник два балканска рата и Првог светског рата. Носилац је Златног војничког ордена Карађорђеве звезде са мачевима, Златне медаље за храброст, све три ратне споменице, као и још неколико одликовања и признања.

## Биографија
Милан Мирковић, рођен је 24. јун 1880. године у селу Врховине, од оца Павла и мајке Павлије (родом из Пиромана код Обреновца), пољопривредници средњег имовног стања. Живео је у месту рођења и бавио се пољопоривредом.

### Ратно искуство
Војни рок служио је, од 11. маја 1902. до 11. новембра 1903. године у IV чети III батаљона V пешадијског пука у Ваљеву. Учествовао је у свим ослободилачким ратовима од 1912. до 1918. године као резервни каплар IV чете III батаљона V пешадијског пука II позива. Био је запажен у борбама на Церу, где су копали подземне ходнике да би пришли што ближе противничким полажајима и на њих бацали бомбе. За показану храброст и сналажљивост у борбама на положају Кртинска – Ратари – Стублине код Обреновца одликован је Златним војничким орденом Карађорђеве звезде са мачевима. О томе је објављен указ ФАО 11123, од 15. јуна 1915. године. Заробљен је са својом јединицом у селу Брезнику између Краљева и Рашке 1915. године од стране аустроугарске војске и скоро четири године провео у логору Улм у Немачкој.
По доласку из заробљеништва наставио је да се бави сељачким пословима. У политичком погледу није испољавао неку запаженију активност. Током Другог светског рата није припадао ни једној војној ни политичкој формацији.
Био је ожењен Миљаном (1881-1961), домаћицом из Бабине Луке код Ваљева. У браку су имали кћи Ранђију удату за Радивоја Миливојевића из Врела код Уба, те синове: Мирка (1908 – 1974) који је у браку са Надеждом има синове Петра и Јордана и Димитрија – Дикана (1921-1989) који опет имао сина Павла.
Милан Мирковић је умро 1960. године у свом у родном селу Врховине код Уба.